# Aurora Alonso de Rocha
Aurora Alonso de Rocha (Olavarría, 1937-2021) fue una abogada (Universidad de Buenos Aires, 1961) docente e investigadora argentina. 
Obtuvo el primer premio de ensayo sobre historia de los pueblos bonaerenses en 1990 con "Vida de pueblo". Tuvo a su cargo la dirección del Museo Histórico Municipal de Olavarría durante más de dos décadas. Sus trabajos se publican habitualmente el la revista Todo es Historia.

## Obra

### Algunas publicaciones
- Mujeres cotidianas (1ª edición). Planeta. 1992. ISBN 978-950-742-244-7.[5]
- La casa de Myra (1ª edición). Fundación El Libro. 2001. ISBN 978-987-95803-8-7.[6]
- Tristes chicas alegres - Prostitución y poder en Buenos Aires (1ª edición). Leviatán. 2003. ISBN 978-987-514-060-8.
- Inmigrantes: sociedad anónima (1ª edición). Leviatán. 2005. ISBN 978-987-514-095-0.
- La seducción del fachismo (1ª edición). Leviatán. 2010. ISBN 978-987-514-182-7.
- Hablar es un placer sensual (1ª edición). Prosa y Poesía Amerian Editores. 2014. ISBN 978-987-729-001-1.[7]
- Extranjeros en Olavarría: primera reseña, 1867/1988. Publicó Municipalidad de Olavarría, Subsecretaría de Cultura y Educación, 106 p. 2005.
- Guías para la escuela. "Manual del alumno olavarriense".[8]